# Gustelnica
Gustelnica falu Horvátországban Zágráb megyében. Közigazgatásilag Velika Goricához tartozik.

## Fekvése
Zágráb központjától 23 km-re délre, községközpontjától 14 km-re délnyugatra, a Vukomerići dombok között fekszik. Domináns épülete a Szent Antal-kápolna. Házai a főút mentén sorakoznak, amelyhez zsákutcák kapcsolódtak. Megmaradt az eredeti hagyományos településszerkezet az útra néző egyszintes házakkal és a telkek hátsó részében található melléképületekkel. A lakóépületek a 19. század végétől a 20. század közepéig terjedő időszakban épültek, míg a melléképületek többnyire régebbiek. A hagyományos népi építészet és települészerkezet megőrzésével Gustelnica kiemelkedik a környék falvai közül.

## Története
1225-ben IV. Béla még szlavón hercegként a zágrábi várhoz tartozó egyes jobbágyokat nemesi rangra emelt, akik mentesültek a várispánok joghatósága alól és a zágrábi mező (Campi Zagrabiensis) nemeseinek közössége, azaz saját maguk által választott saját joghatóság (comes terrestris) alá kerültek. Az így megalakított Túrmezei Nemesi Kerülethez tartozott a település is. A Vrhovlje járás egyik judikátusi székhelye volt. Egyházilag a dubraneci Havas Boldogasszony plébániához tartozik.
A falu és környéke a 16. századtól sokat szenvedett a gyakori török támadások miatt. Amikor 1592-ben Hasszán boszniai pasa végigpusztította a Túrmezőt és mintegy 35000 lakost hurcolt rabságba számos ősi túrmezei család pusztult ki és nem maradt egyetlen ép falu sem. A török veszély megszűnése annak a nagy győzelemnek köszönhető, melyet az egyesült horvát és császári sereg 1593. június 22-én Sziszeknél aratott a török felett.
A túrmezei kerület megszüntetése után a falut is a Zágráb vármegyéhez csatolták. 1857-ben 197, 1910-ben 228 lakosa volt. Trianon előtt Zágráb vármegye Nagygoricai járásához tartozott. 2001-ben a falunak 125 lakosa volt.

## Lakosság
| Lakosság változása | Lakosság változása | Lakosság változása | Lakosság változása | Lakosság változása | Lakosság változása | Lakosság változása | Lakosság változása | Lakosság változása | Lakosság változása | Lakosság változása | Lakosság változása | Lakosság változása | Lakosság változása | Lakosság változása |
| ------------------ | ------------------ | ------------------ | ------------------ | ------------------ | ------------------ | ------------------ | ------------------ | ------------------ | ------------------ | ------------------ | ------------------ | ------------------ | ------------------ | ------------------ |
| 1857               | 1869               | 1880               | 1890               | 1900               | 1910               | 1921               | 1931               | 1948               | 1953               | 1961               | 1971               | 1981               | 1991               | 2001               |
| 197                | 212                | 192                | 209                | 209                | 228                | 135                | 217                | 223                | 235                | 213                | 173                | 165                | 147                | 125                |

## Nevezetességei
Páduai Szent Antal tiszteletére szentelt fakápolnája. A kápolnát 1678-ban említi először az egyházi vizitáció. A leírás szerint kápolna fából épült és benne egy oltár volt Szent Antal képével. A 18. század elején harangtornyot építettek hozzá, majd 1820 körül új oltárt kapott. 1759-ben teljesen megújították. 1832-ben a régi kápolnát rossz állapota miatt lebontották és újat építettek helyette, mely ötven évig állt. Végül 1888-ban az eredeti helyére Hermann Bollé tervei szerint építették fel a ma is álló kápolnát, melyet 1889-ben szenteltek fel. A kápolna tetőzetét a homlokzaton négy oszlop tartja, melyek egy nyitott előcsarnokot képeznek. Felettük emelkedik a harangtorony. A kápolna kazettás mennyezete valamivel magasabb a szentélynél, a kórust faoszlopok tartják. Belső festése színes, a helyi népviselet stilizált motívumaival van díszítve. A kápolnához 1930-ban sekrestyét építettek. A bejárat felett az 1934-aes évszám az utolsó átépítés éve látható.